# Miguel Calmon du Pin e Almeida (engenheiro)
Miguel Calmon Du Pin e Almeida (Salvador, 18 de setembro de 1879 — Rio de Janeiro, 25 de fevereiro de 1935) foi um engenheiro e político brasileiro, correligionário de Rui Barbosa, ministro da Viação e Obras Públicas e, posteriormente, da Agricultura, Indústria e Comércio nas primeiras décadas da "República Velha". Foi também sobrinho homônimo do Marquês de Abrantes.

Com Artur Bernardes e outros ministros de Estado (fotografia sob a guarda do Arquivo Nacional).

## Biografia
Casou-se com Alice da Porciúncula, de família do Rio Grande do Sul.
De 15 de novembro de 1906 a 18 de julho de 1909 foi Ministro e Secretário de Estado dos Negócios da Indústria, Viação e Obras Públicas, do Governo Afonso Pena e depois de Nilo Peçanha.
Retornou ao governo, agora sob a presidência de Artur Bernardes, como Ministro da Agricultura, Indústria e Comércio, de 16 de novembro de 1922 a 15 de novembro de 1926. Bernardes atribuiu a organização da colônia penal de Clevelândia durante seu governo ao ministro Calmon ou ao engenheiro Gentil Norberto, administrador do local. Clevelândia era até então uma colônia do Ministério da Agricultura. Um relatório encaminhado ao ministro determinou que, de 946 prisioneiros desterrados no local entre 1924 a 1926, 491 morreram de várias doenças e 262 escaparam. Segundo Bruno de Almeida Magalhães, biógrafo de Artur Bernardes, o destino era salubre e "toda a lenda acerca de Clevelândia foi irrespondivelmente refutada pelo senador Miguel Calmon, Ministro da Agricultura durante o governo de Bernardes, durante as sessões de 29 e 30 outubro de 1927, sem ter sofrido a menor contestação", o que não condiz com a elevada mortalidade observada pela bibliografia especializada.
Em 1936, sua viúva transfere da mansão dos Calmon, na rua São Clemente, em Botafogo para o Museu Histórico Nacional todo um conjunto completo de obras de arte, móveis, tapetes, documentos, fotografias e bibliotecas que ficou conhecido como "Coleção Miguel Calmon". A mostra nos passa a ideia do estilo de vida dos poderosos da Primeira República.
Não deixou descendentes.